# Nördlicher Schwarzkehltrogon

Verbreitungsgebiet des Nördlichen Schwarzkehltrogons

Der Nördliche Schwarzkehltrogon (Trogon tenellus) ist eine Vogelart aus der Familie der Trogone (Trogonidae). Der Vogel kommt vom Südosten Honduras bis zum Nordwesten Kolumbiens vor.
Der Lebensraum umfasst im Norden feuchten Tieflandwald bis 400, in Costa Rica zusätzlich höher gewachsenen Sekundärwald, manchmal auch Plantagen bis 915, selten bis 1370 m Höhe.
Die Art wurde ursprünglich als Unterart (ssp.) des Trogon atricollis angesehen und als Trogon atricollis tenuellus oder als Trogon atricollis tenellus bezeichnet, auch als Unterart des Blauscheiteltrogons (Trogon curucui) beschrieben und als Trogonurus curucui tenellus geführt,
schließlich dem Schwarzkehltrogon (Trogon rufus) als Unterart Trogon rufus tenellus zugeordnet.
Aufgrund von Unterschieden in Genetik, Aussehen und Lautäußerungen wurde sie überwiegend als eigenständige Art anerkannt.
Weiterhin als Unterart Trogon rufus tenellus wird der Vogel von HBW und BirdLife International (2024) geführt, weshalb es keine aktuelle Beurteilung der Gefährdungssituation gibt.

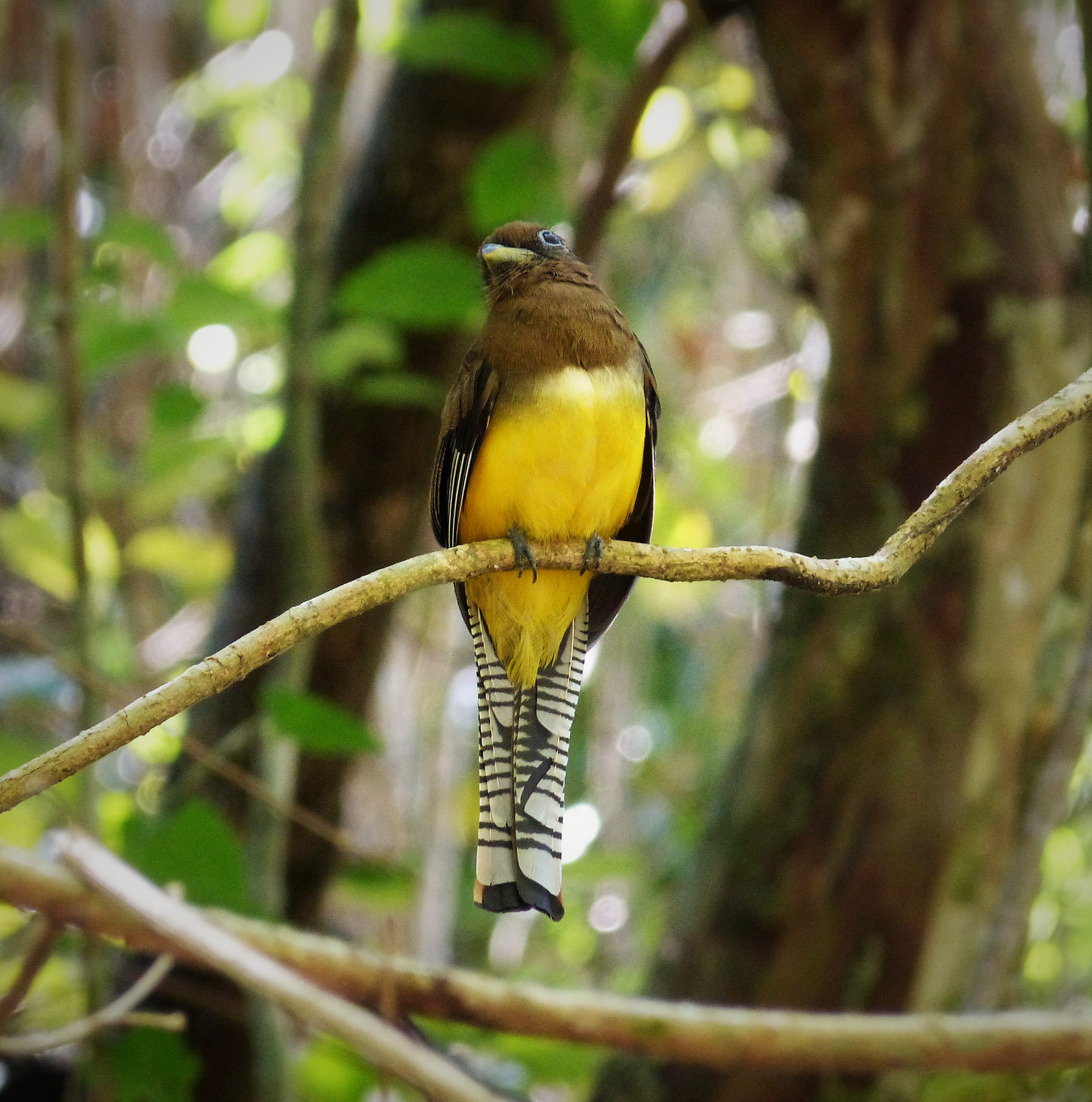
Weibchen

Der Artzusatz kommt von lateinisch tenellus ‚zart‘.

## Merkmale
Die Art ist 23–26 cm groß und wiegt um die 55 g, ein eher kleiner Trogon. Innerhalb seines Ausbreitungsgebietes ist er der einzige mit gelbem Bauch und beim Männchen grüner, beim Weibchen brauner Färbung von Kopf, Nacken und Brust.
Das Männchen hat eine dunkel metallisch grüne Färbung des Kopfes bis Nacken und oberer Brust,
ein schwarzes Gesicht mit blassblauem Augenring und ein schmales, mitunter unvollständiges oder selten gar fehlendes weißes Brustband, das die obere von der unteren Brust farblich absetzt.
Rücken, kleine Flügeldecken und Bürzel sind metallisch grün. Die mittleren Flügeldecken sind kräftig schwarz-weiß marmoriert. Die Handschwingen und Innenfahnen der Armschwingen sind schwarz, längere Handschwingen haben weiße Ränder. Die Außenfahnen der Armschwingen sind schwarz, zart marmoriert und weiß gebändert.
Die Schwanzoberseite ist grün bläulich überhaucht. Die äußeren Steuerfedern sind kürzer als die inneren, jeweils mit weißen Terminalbinden, die inneren sind bläulich mit breiten schwarzen Endbinden.
Kinn und Kehle sind schwarz. Die obere Brust ist manchmal durch schmale schwarze Federn entlang des unteren Randes begrenzt. Unterhalb des schmalen Brustbandes ist Unterbrust und Bauch gelb bis orange und kann zum Brustband hin schmale weiße Federn aufweisen.
Die Schwanzunterseite ist schwarz-weiß gebändert mit breiten weißen Endbinden.
Die Iris ist dunkelbraun, die Beine und Füße sind bläulichgrau, der Schnabel ist beim Männchen leuchtend gelb bis gelbgrün, beim Weibchen variabel schwarz, schwärzlich mit etwas Gelb entlang der Schnabelkante oder matt graugelb an der Basis mit verwaschenem Schwarz.
Das Weibchen hat statt der metallisch grünen eine braune Färbung, am Scheitel dunkler, an den Oberschwanzdecken und am Bürzel heller, die Schwanzoberseite ist rotbraun bis kastanienbraun mit einer angedeuteten zimtfarbenen Subterminalbinde und einer schmalen schwarzen Endbinde. Der Augenring ist weißlich bis blassblau. Die kleinen Flügeldecken und die Flugfedern sind schwarz mit braunen Spitzen, die übrigen Flügeldecken und die Außenfahnen der Armschwingen sind kupferfarben leicht grau marmoriert. Die Handschwingen und Innenfahnen der Armschwingen sind rotbraun bis schwarz. Kehle und obere Brust sind braun, aber blasser als der Rücken.
Bei Jungvögeln ist der Schnabel überwiegend schwarz, Füße und Beine können rosafarben sein.
Der Augenring kann bei der Population in Kolumbien bei beiden Geschlechtern gelb sein wie beim benachbarten Choco-Schwarzkehltrogon (Trogon cupreicauda).
In Teilen des Ausbreitungsgebietes kommen weitere Trogone mit gelbem Bauch vor:
der Grünschwanztrogon (Trogon caligatus) in Zentralamerika, der Schwarzkopftrogon (Trogon melanocephalus) in Honduras, Nicaragua und im Norden Costa Ricas sowie der Weißschwanztrogon (Trogon chionurus) in Panama und im äußersten Nordwesten Kolumbiens.
Die beschriebene Kombination mit der Kopffärbung und dem gelben Bauch, der Farbe des Augenringes und der Musterung der Schwanzunterseite ermöglicht die Unterscheidung. Die Lautäußerungen können mit denen des Braunrücken-Ameisenvogels (Poliocrania exsul) verwechselt werden, der oft im gleichen Lebensraum vorkommt. Der Gesang des Jungferntrogons (Trogon collaris) ist ähnlich, der Vogel kommt aber meist in höheren Lagen vor.

## Geografische Variation
Die Art ist monotypisch.

## Stimme
Der Gesang des Männchens wird als langsame, leise, weiche, pfeifende Töne in einer Folge von meist zwei bis drei Lauten „cow cow“ oder „cow cow cow“ beschrieben und ähnelt dem Gesang des Grünschwanztrogons (Trogon caligatus), der kräftiger, schneller und in längeren Folgen singt. Der Ruf ist ein „churr“ wie bei anderen Trogonen.

## Lebensweise
Die Art ist ein Standvogel, bei heftigem Regen kommen Wanderungen in tiefer gelegene Regionen vor.
Die Nahrung besteht aus Insekten und Früchten, die überwiegend im Unterwuchs oder in mittlere Wuchshöhe des Waldes gesucht werden. Insekten werden üblicherweise von einem Ansitz aus erbeutet. Gelegentlich folgt die Art auch Gruppen von Mittelamerikanischem Totenkopfaffen (Saimiri oerstedii), um aufgescheuchte Gliederfüßer zu ergattern.
Die Brutzeit liegt zwischen März und April, aber auch bis Juni und Juli in Küstennähe. Das Nest wird in einem verrottendem oder abgestorbenem Baum oder Baumstamm in 1 bis 6 m Höhe angelegt. Das Gelege besteht aus 2 leicht glänzigen weißen Eiern, die im Abstand von zwei Tagen gelegt und von beiden Elternvögeln bebrütet werden.

## Gefährdungssituation
Der Bestand gilt als „nicht gefährdet“ (Least Concern). Diese Aussage bezieht sich allerdings auf den „Black-throated Trogon“ vor der Aufspaltung, da für die einzelnen Arten bislang keine Untersuchungen vorliegen.